# Salomon Tas
Pour les articles homonymes, voir Tas.
 (juillet 2025).
Si vous disposez d'ouvrages ou d'articles de référence ou si vous connaissez des sites web de qualité traitant du thème abordé ici, merci de compléter l'article en donnant les références utiles à sa vérifiabilité et en les liant à la section « Notes et références ».
Salomon (Sal) Tas (Amsterdam, 31 août 1905 – Neuilly-sur-Seine, 19 juillet 1976) est un journaliste et homme politique social-démocrate néerlandais.

## Vie et travail
D'origine juive, fils d'un boulanger, Tas grandit dans le quartier juif d'Amsterdam. Son père milite au sein du Parti social-démocrate des ouvriers (en néerlandais : Sociaal Democratische Arbeiders Partij ou SDAP). Tas en devient également membre et en rejoint l'aile gauche, caractérisée, entre autres, par l'anticolonialisme. 
En 1932, cette aile gauche, dont Tas, se sépare du SDAP et forme le Parti socialiste indépendant (OSP), dont Tas devient le deuxième secrétaire. Tas quitte également ce parti en 1934, un an avant sa fusion avec le RSP. En 1934, il fonde avec Jacques de Kadt la revue De Nieuwe Kern (1934-1940).
Tas fait la connaissance du futur premier ministre indonésien Sutan Sjahrir, qui étudie le droit à Leyde. L'épouse de Tas a une liaison avec Sjahrir. En 1932, elle se rend avec ses deux enfants aux Indes néerlandaises, l'actuelle Indonésie. Elle y épouse Sjahrir mais, quand son identité est publiquement découverte, les autorités coloniales l'expulsent et la renvoient aux Pays-Bas. Elle divorce de Tas et se marie avec Sjahrir. Tas continue néanmoins à entretenir une correspondance amicale avec Sjahrir.
Tas passe la Seconde Guerre mondiale caché à Amsterdam. Il s'implique dans un groupe d'études politiques clandestin, dont Joop den Uyl est également membre. Après la guerre, Tas est l'un des fondateurs du PvdA. Il devient conseiller municipal de ce parti à Amsterdam. Il commence par ailleurs à travailler comme journaliste au quotidien Het Parool. Tas devient farouchement anticommuniste.
En 1970, Tas quitte le PvdA et devient membre de la dissidence de droite du parti, DS'70. Il exprime une forte aversion pour les mouvements tels que les Provo et les Kabouters, ainsi que pour le mouvement de renouveau du PvdA, Nouvelle Gauche, qui prône la reconnaissance de la République démocratique allemande (RDA).